# Dirck van Baburen

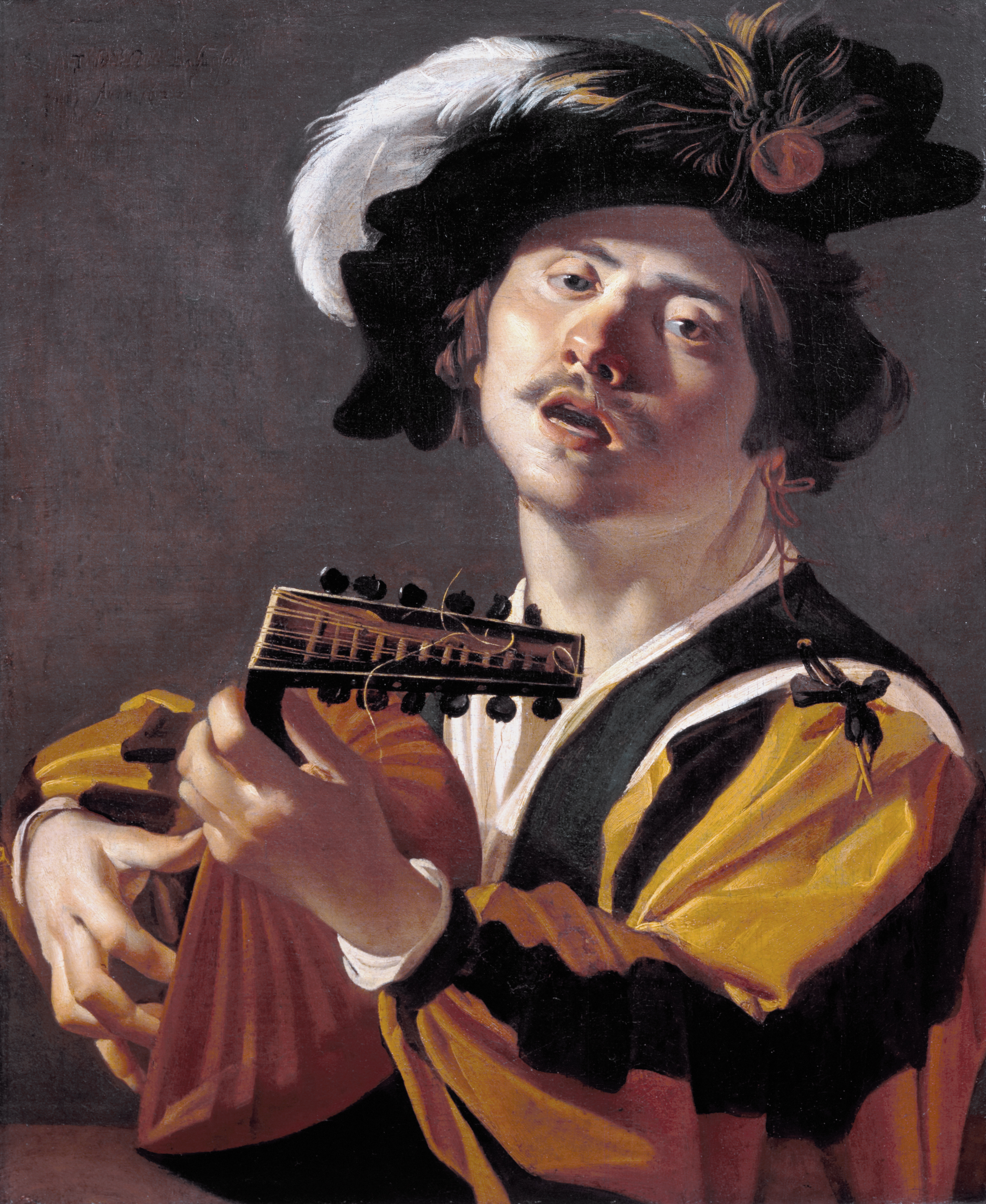
O Tocador de Alaúde, 1622.

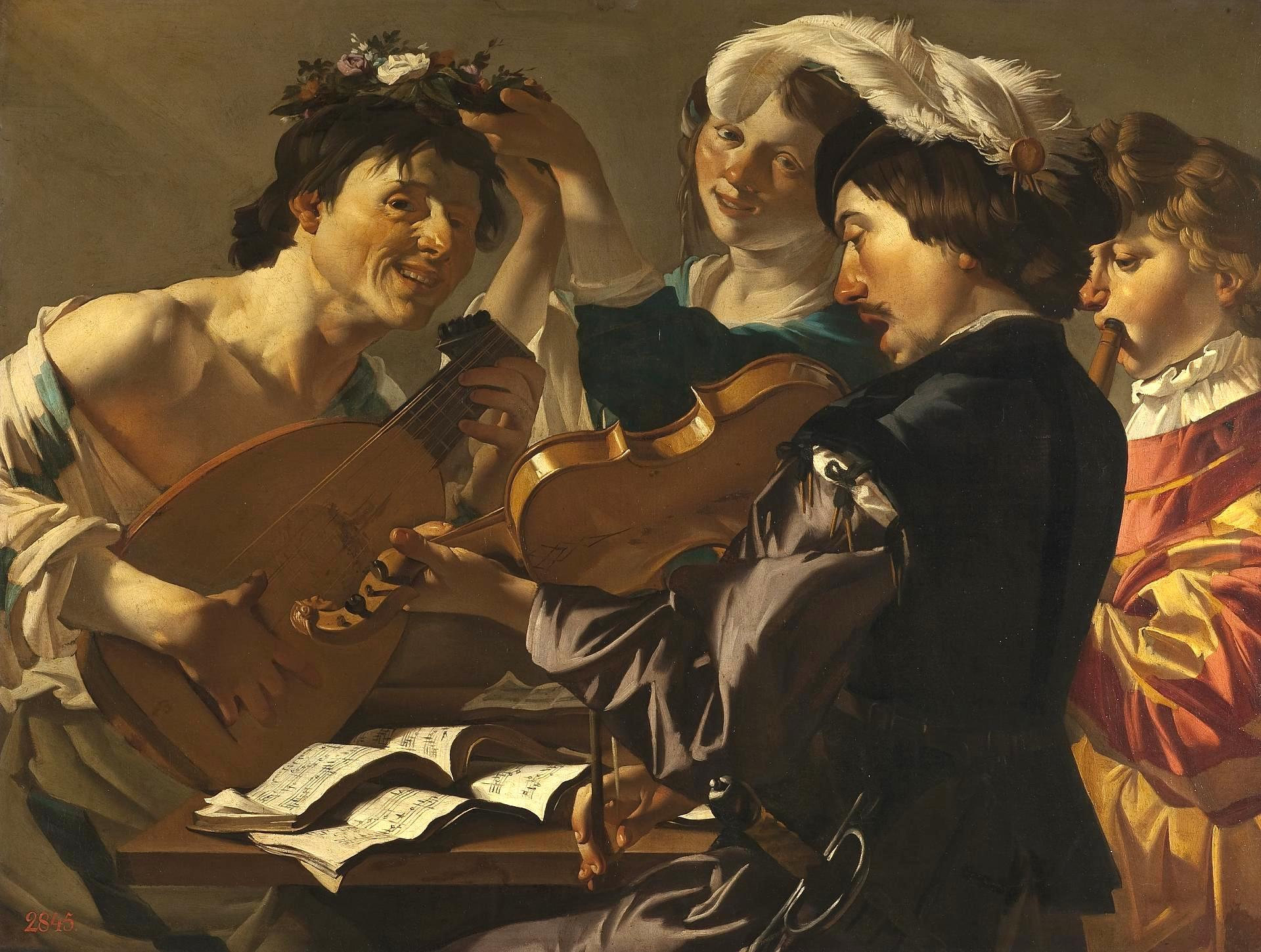
Dirck van Baburen, Concerto, 1623, oil on canvas, Hermitage em Saint Petersburg.

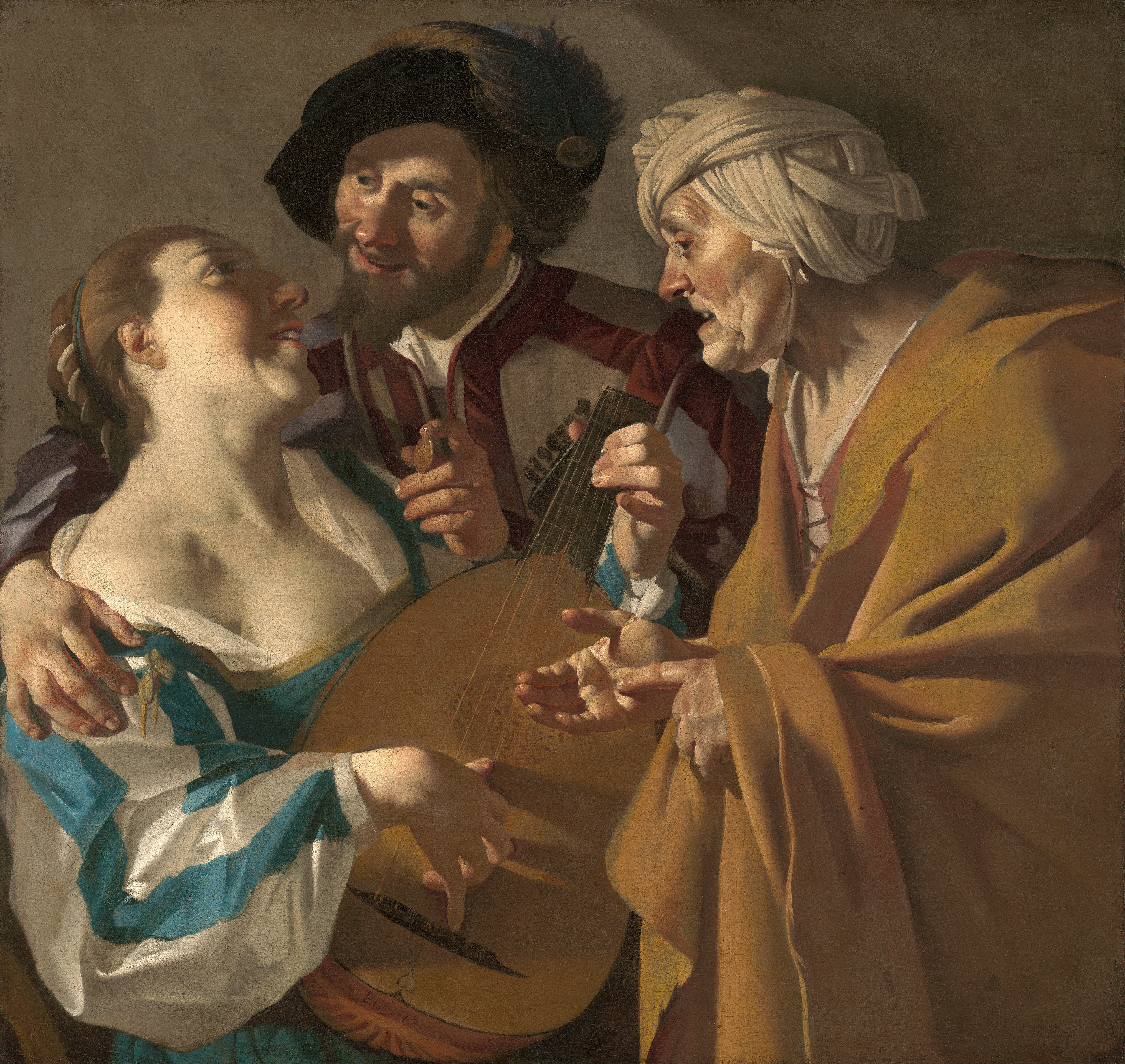
Dirck van Baburen, A Cafetina, 1622, oil on canvas, Museum of Fine Arts, Boston. A pintura pertencia a Maria Thins, sogra de Johannes Vermeer, que a reproduziu em duas de suas próprias pinturas.

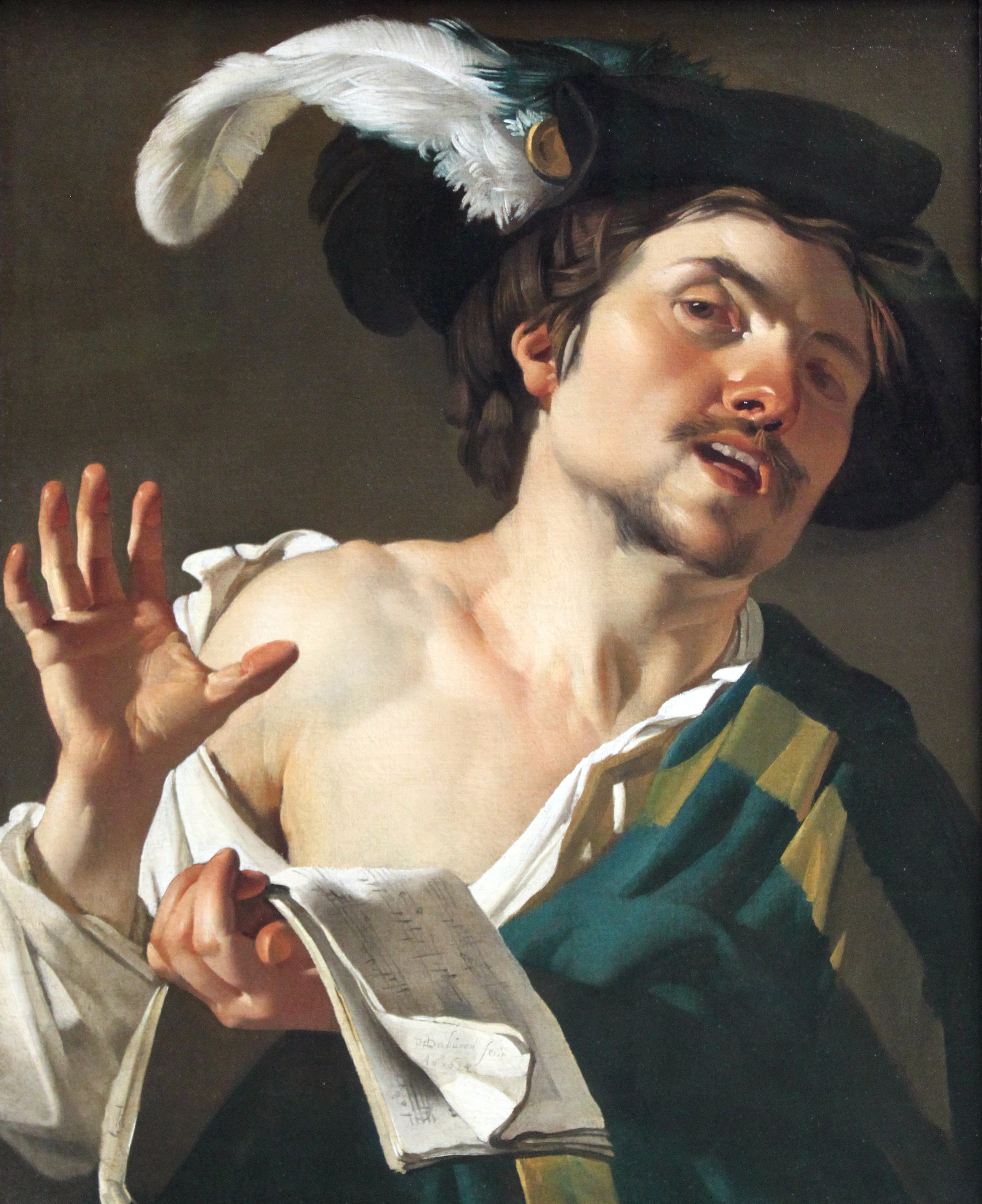
Jovem cantando, 1622, Städel

Dirck Jaspersz. van Baburen (c. 1595 – 21 de fevereiro de 1624) foi um pintor holandês e um adepto do Caravagismo de Utreque.

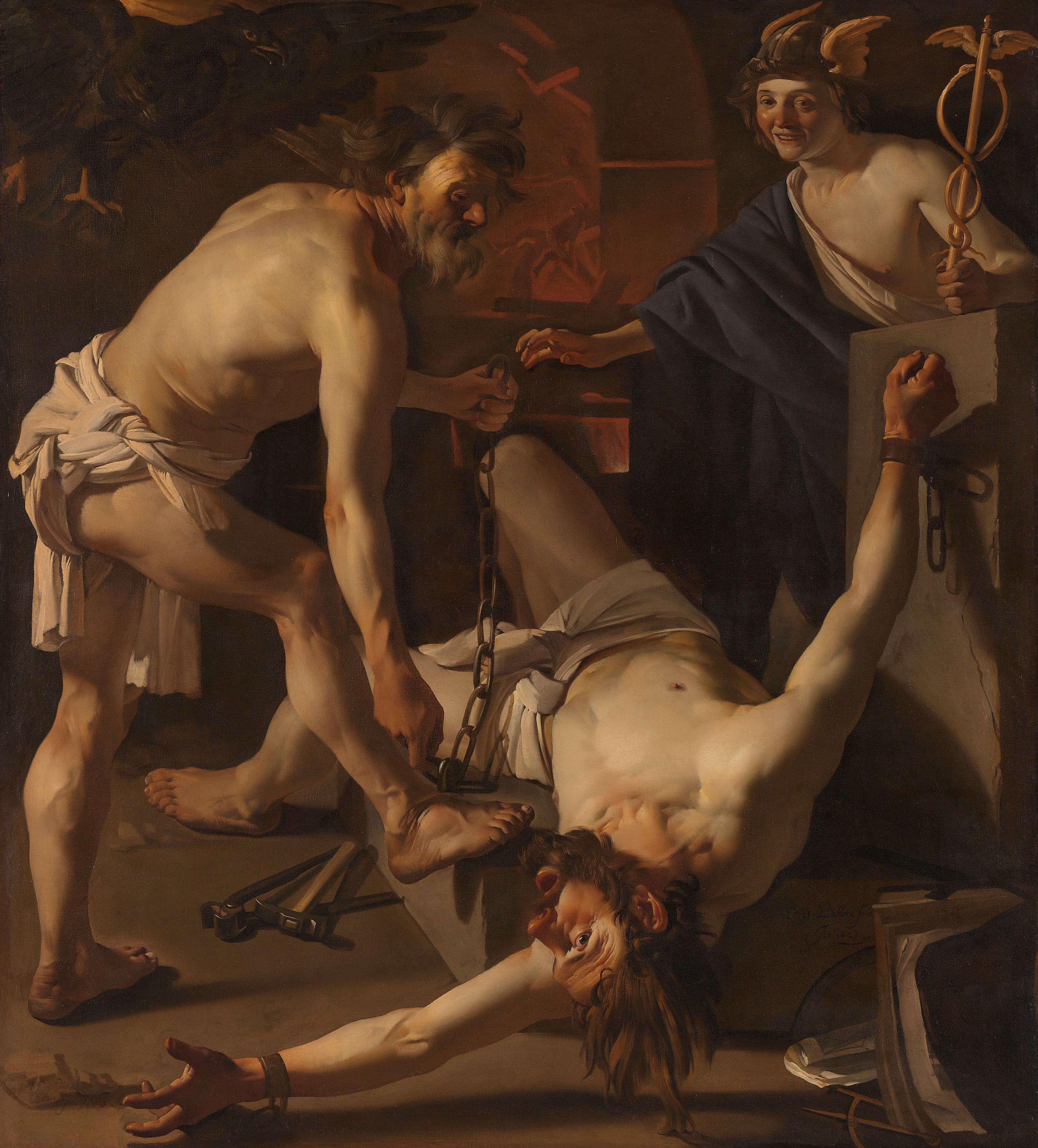
Prometeu sendo acorrentado por Vulcão (1623) Oil on canvas, 202 x 184 cm. Rijksmuseum, Amsterdam.

Dirck van Baburen provavelmente nasceu em Wijk bij Duurstede, mas sua família mudou-se para Utrecht quando ele ainda era jovem. Ele também era conhecido como Teodoer van Baburen e Theodor Baburen. A referência mais antiga ao artista está nos registros de 1611 da Guilda de São Lucas de Utrecht como aluno de Paulus Moreelse. Em algum momento entre 1612 e 1615, ele viajou para Roma. Lá, ele colaborou com o compatriota David de Haen e fez amizade com o seguidor próximo de Caravaggio, Bartolomeo Manfredi. Baburen também chamou a atenção dos colecionadores de arte e mecenas Vincenzo Giustiniani e do cardeal Scipione Borghese, e possivelmente sob a influência deles recebeu a encomenda de pintar o retábulo do Sepultamento para a capela da Pietà in San Pietro in Montorio por volta de 1617. Baburen foi um dos primeiros artistas a pertencer ao grupo de artistas de língua holandesa ativos em Roma no século XVII, conhecido como “Bentvueghels” (“Pássaros da mesma pena”); seu apelido era "Biervlieg" ("Beer Fly", ou aquele que bebe muito).
No final de 1620, Baburen retornou a Utrecht, onde começou a pintar cenas de gênero. Até sua morte em 1624, o pintor, junto com Hendrick ter Brugghen e Gerard van Honthorst, ajudou a estabelecer as inovações estilísticas e temáticas hoje conhecidas como Caravagismo de Utrecht. Ele foi enterrado em 28 de fevereiro de 1624 em Buurkerk, uma igreja medieval que hoje abriga o Museu Speelklok. Por volta de 1629, Constantijn Huygens destacou Baburen como um dos importantes pintores holandeses ativos nas primeiras décadas do século XVII.